# Biurrun-Olcoz
Biurrun-Olcoz (em castelhano) ou Biurrun-Olkotz (em basco) é um município da Espanha
na província e Comunidade Foral (autónoma) de Navarra. Tem 15,69 km² de área e em 2021 tinha 227 habitantes (densidade: 14,5 hab./km²).

## Demografia
| Variação demográfica do município entre 1991 e 2004 | Variação demográfica do município entre 1991 e 2004 | Variação demográfica do município entre 1991 e 2004 | Variação demográfica do município entre 1991 e 2004 |
| --------------------------------------------------- | --------------------------------------------------- | --------------------------------------------------- | --------------------------------------------------- |
| 1991                                                | 1996                                                | 2001                                                | 2004                                                |
| 169                                                 | 173                                                 | 185                                                 | 194                                                 |